# إليزابيث بيج (روائية)
إليزابيث بيج (بالإنجليزية: Elizabeth Page)‏ (1889 - 1969)؛ كاتِبة وروائية أمريكية.

## روابط خارجية
- إليزابيث بيج على موقع IMDb (الإنجليزية)
- إليزابيث بيج على موقع قاعدة بيانات الفيلم (الإنجليزية)